# Меликджанян, Ашот
Ашот Меликджанян (20 апреля 1952 — 12 ноября 2001) — армянский советский театральный и телевизионный актер.

## Биография
Ашот Меликджанян начал свою актерскую карьеру в Драматическом театре Еревана. Свою первую роль сыграл в фильме «Айрик» (1972), где исполнил роль Меружана. Впервые главную роль исполнил в фильме «Воздушные пешеходы» (1979), снятом на киностудии «Узбекфильм». Следующей главной ролью была роль в фильме «Без особого риска» (1983) киностудии им. М. Горького. Последней картиной актёра был фильм киностудии «Арменфильм» — «Тоска» (1990). После развала Советского Союза вместе с семьёй эмигрировал в США, где работал на одной из ювелирных фабрик. Курировал филиал в Доминиканской Республике. Погиб при катастрофе самолёта над Нью-Йорком 12 ноября 2001 года.

## Фильмография
| Год  |    | Название                 | Роль                                                                                            |
| ---- | -- | ------------------------ | ----------------------------------------------------------------------------------------------- |
| 1990 | ф  | Тоска                    | Арам                                                                                            |
| 1985 | ф  | Капитан Аракел           | Варужан                                                                                         |
| 1983 | ф  | Без особого риска        | Аветисов Левон Суренович (главная роль) инспектор уголовного розыска, старший лейтенант милиции |
| 1980 | ф  | Полёт начинается с земли | Армен - сын Хорена                                                                              |
| 1980 | ф  | Воздушные пешеходы       | Акмаль Турсунбаев (главная роль) дублировал Алексей Сафонов                                     |
| 1978 | тф | А счастье рядом          | Имя персонажа не указано                                                                        |
| 1973 | ф  | Плохой хороший человек   | Ачмианов                                                                                        |
| 1972 | ф  | Айрик                    | Меружан (дублировал Станислав Захаров)                                                          |